# GOGO競馬サタデー!
『GOGO競馬サタデー!』（ゴーゴーけいばサタデー!）は、ラジオ関西で毎週土曜 10:00 - 16:30に放送している中央競馬中継である。

## 概要・歴史
西日本（中京広域圏以西）のラジオによる中央競馬中継は、毎日放送（現・MBSラジオ）が旧八大競走を中心に単発の特別番組として放送したのが最初である。
1970年（昭和45年）4月改編で、当時土曜午後に放送されていた『MBSジャンボサタデー』の中で西日本主場（京都競馬場・阪神競馬場）メインレースの放送を開始。毎日放送が土曜競馬を自局で放送したのはこの時が初めてである。翌1971年（昭和46年）10月改編で、競馬ブックがスポンサーに付き、毎週日曜午後の時間帯での競馬放送が始まった。
その後暫く、土曜日はワイド番組の中でメインレースのみの放送だったが、1975年（昭和50年）4月改編で土曜日も『毎日放送土曜競馬』を開始する。
1988年（昭和63年）4月改編で、毎日放送は土曜午後のワイド番組を再開し、土曜競馬は『ノッTEL土曜日子守です』の中でメインレースのみの放送に戻された。
そこで当時、毎日放送の第5代社長だった斎藤守慶は他の放送局で中継出来ないかと検討を始め、毎日放送とJRAの間の役務調達契約を取り持っていた大株主の電通に話を持ち掛ける。その結果、週末午後のコンテンツ確保に苦心していたラジオ関西がこの話を受ける。1991年（平成3年）、毎日放送とラジオ関西は業務提携を交わして、両局リレーの形で土曜午後の一部のレースを中継した。なお一時期は日曜も13:00 - 14:00（後に12:15 - 13:00繰上げ）の間のみリレー中継を行っていた。
1994年（平成6年）、ラジオ大阪（『ドラマティック競馬』）が12年ぶりに競馬中継を再開することになったが、ラジオ大阪もまた電通関西支社に話を持ち込み、毎日放送とJRAをも交えて調整した結果、毎日放送・ラジオ関西陣営はそれまで毎日放送からの放送となっていた土曜のメインレースをラジオ関西に移管する代わりに、ラジオ関西で放送する競馬中継番組の制作を毎日放送が全面受託することで折り合った。こうして、同年10月改編から「AM KOBE サタデー競馬」（エイエムコウベ サタデーけいば、放送時間：13:00 - 16:30）と改題した。
2000年（平成12年）10月改編から10:05スタートの完全放送となり、『ラジオ関西 パーフェクト競馬!』（ラジオかんさい パーフェクトけいば!）になった。この際に、午前中はラジオ関西本社スタジオと開催競馬場を結び、午後は競馬場から進行という形になった。
2001年4月改編から、西日本主場メインレースの実況をラジオ日本（『土曜競馬実況中継』）にネット開始（以前はKBS京都の実況を受けていた）。
2010年3月20日放送で、競馬ブックの都合により3月27日放送をもって競馬ブックからの解説者出演を中止することを発表した。4月3日放送分からは番組の開始時間を10:00に変更の上、ラジオ関西の親会社神戸新聞社が発行するスポーツ紙デイリースポーツ（クレジット上では「デイリースポーツ・クオリティ株式会社」）が新たなスポンサーに付いた。解説もデイリースポーツ・馬サブロー（関西での新聞発行なし）トラックマンが数名出演することになった（毎日放送からの実況派遣は従来通り）。なお『ホリデー競馬』は2010年以降も競馬ブックがスポンサーを務め解説も日曜の『みんなの競馬』に出演しているブックのトラックマンが担当する。
2013年4月改編より、日曜のMBSラジオの中継（『みんなの競馬』→『GOGO競馬サンデー!』）とブランドを統合することになり、土曜の『パーフェクト競馬』を「GOGO競馬サタデー!」に、3日間開催の3日目は『ホリデー競馬』から「GOGO競馬ホリデー!」（ゴーゴーけいばホリデー!））にそれぞれ改題した（2013年3月2日に番組内で告知）。タイトルロゴには「サタデー!」は青色、「ホリデー!」は緑色を使用する。
関西主場における第1競走の発走予定時刻が10:00以前に行われる場合、第1競走については、冒頭で結果・払戻金を伝える対応を取る。

## 出演者

### 進行・実況アナウンサー
午後の中継（第2部以降）では、アナウンサー1人が進行と実況を兼任する。2022年4月より、第2部以降でもレースによっては進行と実況が別になることもある。
「ホリデー！」放送時は「サンデー！」同様、1名が進行のみ、2名以上が実況のみ担当する。
- 来栖正之 - 1989年MBS入社。競馬放送専任。
- 中西則善 - フリー（オフィスキイワード所属）- 2006年4月から2021年10月2日までは第1部、2022年1月29日より第2部を担当[3]。2022年1月16日放送分から『サンデー!』の進行を担当、2022年4月2日から実況も担当（当番組では2022年4月2日から5月14日までは実況のみ担当）。
- 中野広大 - MBSアナウンサー（2021年入社）。2022年10月頃から、実況の研修を兼ねて一部の中継に帯同していた。2023年4月15日から実況を担当。2024年3月23日から進行も担当。
- 三宅秀一郎 - フリー（ユウセイプランニング所属）。2017年1月5日着任[4]。

過去の進行・実況アナウンサー
- 大八木友之 - 1997年（平成9年）入社。1998年から当番組担当となり、他競技には出演せず競馬専任で務め上げた。2006年4月改編でMBSテレビ『VOICE』木・金曜メインキャスターに転出のため退任。
- 河本光正 - 2007年入社。当番組では2022年4月30日まで担当。
- 仙田和吉 - 2001年（平成13年）RFラジオ日本から移籍。他競技（主に野球）も担当[5]。2021年3月31日で毎日放送を退職することに伴って、『サンデー!』には同月28日まで出演した。但し当番組の出演は2020年11月21日が最後になった。
- 蜂谷薫 - 1969年（昭和44年）入社。2005年10月の定年退職を機にメインレースの実況を勇退したが、2007年10月27日放送分まで、午前パートの進行やリポートなどを続けていた。
- 美藤啓文 - 1980年（昭和55年）入社。定年に伴い2016年10月1日付でシニアスタッフ（嘱託）となり65歳直前の2021年8月31日で契約終了により退社。2018年秋頃から当番組の出演がメインとなり2020年3月21日以降実況は行っていない。2020年8月1日・8月8日、2021年1月23日から2月6日までと2021年5月8日から6月12日までと2021年7月24日から2021年9月4日までは番組進行のため出演（MBSラジオスタジオから）。

### パーソナリティ・アシスタント
パーソナリティ（「サタデー!」第1部のみ、「ホリデー!」はなし）
- 福士幹朗 - フリー（オフィスキイワード所属）- 2021年10月9日着任、中西が第2部及び「サンデー!」出演への変更に伴う起用。
- 林美和 - 2020年4月4日から『競馬ノススメ』も兼任。2023年1月5日の『金杯スペシャル』と2023年9月18日・10月9日、2024年9月16日の『ホリデー!』で競馬場でのアシスタントを担当。

アシスタント（「サタデー!」は時間帯ごとのローテーション、「ホリデー!」は全レース）
- 海老澤佳奈 - フリー（舞夢プロ所属）、2019年1月19日着任。
- 久保恵佳 - フリー（オフィスキイワード所属）、2021年1月5日着任。

ラジオ関西ニュース担当（「ホリデー!」はスタジオからの放送なし）
- 小田根実穂（ラジオ関西ニュース契約アナウンサー）
- 高塚恵子（ラジオ関西ニュース契約アナウンサー）- 小田根が出演できない場合に担当。

過去のパーソナリティ・アシスタント
- 安陵真理子 - 2004年4月3日から2007年7月7日まで
- 奥村麻衣子 - フリー（オフィスキイワード所属）。『みんなの競馬』→『サンデー!』に転出のため、2009年10月3日放送限りで退任。2021年7月17日と2022年7月16日と2023年7月15日は海老澤の代理、2021年8月21日と2022年9月3日と2023年9月2日は久保の代理で第2部後半を担当。
- 小山浩子 - 『みんなの競馬』に転出のため、2004年3月27日放送限りで退任。
- 佐々木香苗 - 『みんなの競馬』と兼務。1999年4月10日放送限りで退任。
- 中島亜由美 - 2017年12月まで
- 藤井志保 - フリー（オフィスキイワード所属）、2013年3月限りで退任。
- 藤井未莉佳 - 2018年1月6日から12月22日まで
- 三木麻愛 - 林が放送を休む場合に出演。2012年10月から12月までは林が産休のため毎週出演した。その後2018年10月13日と2019年3月16日の2回、林の代理で登場した。
- 森内恵美 -　2004年4月3日から2007年7月7日まで
- 矢作麗 - フリー（パートナーズプロ所属）、2013年4月6日から2020年12月26日まで

### 解説
現在の解説者
※第2部には、森田・吉田以外のデイリースポーツ・馬サブロー関西所属トラックマンが週替わりで出演する。
※デイリースポーツ神戸本社、馬サブロー関西所属で特記がない者はラジオNIKKEI『中央競馬実況中継』（第2放送、不定期）兼務。
- 青木行雄 - 競馬ブック栗東本社。『ホリデー!』がラジオ関西で放送される場合に出演。
- 森田真司 - デイリー馬三郎。2019年3月2日着任、第1部をレギュラーで担当。
- 妹尾和也 - デイリー馬三郎編集部デスク（2023年2月まで兼栗東調教班）。森田が欠けた場合に第1部を担当。
- 大西修平 - デイリースポーツ神戸本社記者。
- 小田穂乃実 - デイリースポーツ神戸本社。2024年5月4日着任。
- 塩手智彦 - デイリー馬三郎編集部。ラジオNIKKEI（第2放送・日曜パドック解説、不定期）兼務。
- 西村敬 - 競馬ブック栗東本社。2008年の1回小倉・中京開催時に井上の代役。その後『サンデー!』にレギュラー出演。現在は『ホリデー!』がラジオ関西で放送される場合に出演。KBS京都『うまDOKI』兼務。
- 堀尾政宏 - デイリースポーツ神戸本社。主に第2部を担当。
- 吉田順一 - 馬サブロー西日本主場2･3歳戦本紙予想。第3部をレギュラーで担当、ラジオNIKKEI（第2放送・日曜パドック解説準レギュラー）兼務。

過去の解説者
- 海士部彰（あまべ・あきら） - 競馬ブック栗東本社。2010年3月の提供降板まで、第3部を主に担当。
- 井上政行 - 競馬ブック栗東本社。第2部を主に担当[7]。
- 川田英太 - 競馬ブック栗東本社。第1部を主に担当。
- 高井大輔 - レーシングアナリスト。
- 坂口元一 - デイリー馬三郎編集長。2019年2月23日までレギュラー出演、以後は2020年3月まで森田が欠ける場合に1部後半を担当。彼が出演する場合、コーナー名に「ぐっさん」の冠が付いた、東京へ異動のため退任。
- 永山弘樹 - 競馬ダービー（現・研究ニュース関西版）。2007年3回中京競馬開催時に井上の代役[8]を務めた。
- 山田一雄  - 競馬ブック栗東本社。『御大』の愛称で親しまれ、2007年3月勇退、2016年1月死去。

## 「GOGO競馬サタデー!」のコーナー
- ヒット・ザ・5000

スタジオ出演のデイリー馬三郎トラックマンが日曜日のレースの1つを選び5000円分の馬券を購入しプレゼント。
コーナー開始時に林が「○○がGOGO!（○○には苗字が入る、坂口の場合は「ぐっさん」）」の後に福士が「ヒット・ザ・5000」とコールする。
なおこのコーナーは関西地区のWINSが営業を取りやめるなどして紙の馬券が購入できない場合は休止、西日本主場日曜重賞の前日発売が取りやめの場合は東日本主場のレースが対象となる。
- WIN5!!

スタジオ出演のデイリー馬三郎トラックマンが日曜日WIN5を予想するコーナー。なお、2024年11月30日から12月28日までは放送当日の土曜日もWIN5が発売されるため2回コーナーがある。
- 森田のパーフェクト予想、等

森田の予想コーナー。
- 妹尾の爆裂予想、等

妹尾の予想コーナー。
- デイリートラックマンの1頭入魂

第2部担当のデイリー馬三郎トラックマンがその日の午後の放送レースの中からピックアップし3000円分の馬券の予想をする。
- 吉田順一　メインこれでよし!!→吉田順一 サタデー・メインGO!GO!

第3部担当の吉田がこの日の関西or関東メインレースを予想する。対象レースが重賞である場合は単勝・複勝を5000円ずつ、非重賞である時はどちらか一方の賭け式で5000円の1点勝負とする。タイトル改題後、事前にはがきで応募した方から抽選で1人に払戻金の現金（外れた場合はクオカード）を贈呈。
「これでよし!!」の時代は予想発表後女性アシスタントが「それでは吉田さん、これでよろしいでしょうか?」と振ると、吉田が「これでよーし!!」と雄たけびを上げるのが恒例。こちらは的中時のみに現金プレゼントを募集していた。
『ホリデー!』放送時は放送局問わず『サンデー!』同様『青木行雄のメインGO!GO!』として実施し、青木がこの日の関西or関東メインレースを予想する。
- 応募は午前は参加希望募集はメール・ファクスも対応しているが、午後は葉書のみ。なおMBSラジオ制作であるが応募はラジオ関西あてに送る。

以下過去
- わたしのホースアルバム
- 競馬なんでもゼミナール
- デイリー馬券塾
- チャレンジ3000円

3000円の夢のリスナー参加版。昼休みのスタジオからのコーナー。リスナーの勝ち抜き制でそれぞれ3000円ずつの軍資金でレースを予想し、3週勝ち抜きで特別ボーナスが出る。
- ラジオ関西パーフェクト競馬3000円の夢

これは、解説者3人がそれぞれ放送時間中のレースの中から（主として後半戦のレースが多い）1レースを選んで3000円の軍資金で馬券を購入する。的中した場合は配当金相当の賞金を贈呈。不的中でも記念品が贈られる。
- 今週のトレセン情報局

スポーツライター（競馬専門）の高井大輔が今週のレースで特に注目すべき馬についてトレセンでの現地取材を基に分析する。
- あなたの馬券買います!

第1部でリスナーが予想した勝ち馬投票券3000円分を購入するコーナーだったが、新型コロナウィルス蔓延防止のためWINSで勝馬投票券が購入できなくなり休止後再開の兆しが無く終了したと思われる。

## 「GOGO競馬ホリデー!」のコーナー
以下のコーナー含め『サンデー!』と同じコーナー編成で放送（但し、変則開催で西日本主場開催がなく、15時台のみラジオ関西での放送になる場合は、『サタデー!』午前中準拠の編成となる為未実施）。MBSラジオで放送される場合も、以下のコーナーも実施される。
- ワイドなホリデー

解説者予想が的中したときのみ葉書で応募を受け付ける。

## ネット局
全て土曜の放送。放送時間の早い順から記載。

### 現在
| 放送対象地域   | 放送局名                 | 放送時間       | 備考                                                                                 | 備考                                                                    |
| -------------- | ------------------------ | -------------- | ------------------------------------------------------------------------------------ | ----------------------------------------------------------------------- |
| 兵庫県         | ラジオ関西（CRK）        | 10:00 - 16:30  | 【制作局】                                                                           | 【制作局】                                                              |
| 広島県         | 中国放送（RCC）          | 15:00 - 16:00  |                                                                                      |                                                                         |
| 島根県・鳥取県 | 山陰放送（BSS）          | 15:00 - 16:00  |                                                                                      |                                                                         |
| 岡山県         | RSK山陽放送（RSK）       | 15:00 - 16:00  |                                                                                      |                                                                         |
| 福岡県         | RKB毎日放送（RKB）       | 15:00 - 16:00  | 2019年1月よりKBCラジオから移行 1月 - 3月・10月 - 12月に放送 2024年から年間通じて放送 | [ 18 ]                                                                  |
| 北海道         | STVラジオ                | レース実況のみ | メインレースのみ 『明石のいんでしょ大作戦!』内 （『中央競馬実況中継』）              | メインレースのみ 『明石のいんでしょ大作戦!』内 （『中央競馬実況中継』） |
| 神奈川県       | アール・エフ・ラジオ日本 | レース実況のみ | メイン・最終レースのみ 『土曜競馬実況中継』内                                        | メイン・最終レースのみ 『土曜競馬実況中継』内                           |

### 過去
- CBCラジオ - メインレースのみ、他にCBCは2007年まで中京競馬の主場開催時も自社制作していた。土曜の自社制作を取りやめたため、2012年4月改編でネット終了。
- KBCラジオ - 主要2レース[21]の実況のみ、小倉の第3場開催時は自社制作で他場からのネットはしなかった。RKBラジオに移行のため、2018年12月でネット終了。
- ラブエフエム国際放送 - 2019年からRKB毎日放送がプロ野球中継を優先する4月-9月に放送していた。RKBラジオが通年ネット受けを行うため、2023会計年度限りで撤退した。

## 関東主場・第三場の放送との連携

### 関東主場
東日本の競馬場のメインレースとメインレース以外で開催される障害重賞（東京ジャンプステークス・中山大障害）は、土日共に東日本の全レースを放送しているラジオ日本（RF、『土曜競馬実況中継』）と提携しネットを受けている。ラジオ関西は1978年にラジオ関東がプロ野球巨人戦の全試合独占中継（『ジャイアンツナイター』）を始めた際、唯一ネットを受けてNRNを除名になったほどの付き合いがあり、1994年『パーフェクト競馬』がスタートする際も、円滑にネット受けをすることができた。
土曜日開催の関東GI競走は、平地であれば『みんなの競馬』→『サンデー!』と同様にMBSのスタッフが乗り込む可能性がある。一方、J･GI競走は原則ラジオ日本からのネット受けとなる。平地GIでは2000年から2007年までのジャパンカップダート（東京競馬場）と、2019年・2024年のホープフルステークス（中山競馬場）でMBSのアナウンサーが現地から実況した（後述）。

また、西日本主場の開催が中止になった場合は、ラジオ日本から東日本主場のレースをネット受けすることがある。また、『ホリデー!』および『サタデー』（金杯およびホープフルステークスの開催日が土曜に重複時のみ）の放送日にWIN5の発売がある場合は、メインレースの他WIN5の対象となる東日本主場のレースもラジオ日本から受ける。
ラジオ日本には土曜日の西日本主場のメインレースと最終レース、および中京競馬場・小倉競馬場が第三場開催の場合土曜日に行われる重賞競走をネットする。ただし2006年（平成18年）より関西でGIレースが開催される週は土曜日もラジオ日本のスタッフでメインレースと最終レースを自社制作するため、CRKからラジオ日本へのネットは原則行わない。

ちなみに、ニッポン放送が特別番組扱いで放送する東西金杯とホープフルステークスの開催日が日曜以外にあたる場合、2021年の京都金杯以後は西日本主場メインレースについて、ニッポン放送とラジオ日本に同一の実況をネットする。2020年までは土曜開催の場合、西日本主場メインレースの実況をラジオ日本にネットし、ニッポン放送向けには二重制作してMBSから裏送りしていた。また平日開催の年はニッポン放送向けが本線ネット、ラジオ日本向けを裏送りとしていた。

### 第三場
夏の北海道開催は2019年シーズンより、ネット局であるSTVラジオから函館・札幌のメインレースの実況を受ける。なお、後述の通り2024年から新潟との2場開催日は暑熱対策のため新潟でのレースが休止される時間帯がある関係で、札幌競馬場に実況アナウンサーを派遣することになったためネット受けは行われず、それと共に新潟の休止時間帯を含めた札幌のレース実況をSTVラジオに代わってRFへネットする。

中京が第三場開催の場合は2011年までCBCが自社制作していたが、CBCが土曜日の競馬中継そのものを取りやめたため2012年以降、また小倉が第三場開催のときはRKBが自社制作をしないため2019年から、どちらも重賞競走のみMBS・CRKで制作する。

## イレギュラー放送
西日本主場開催が中止や初めから予定されていない場合、または毎日放送側の事情などにより、年に数回イレギュラーが起こる。なお下記にある「MBSラジオのスタジオ」は毎日放送本社M館地下1階にあるBFSスタジオを使用していると思われる。

### 悪天候
- 2002年（平成14年）8月31日は小倉競馬が台風の影響で中止になり、なおかつ全レース全国発売実施前で西日本のウインズでは新潟競馬の馬券が特別と最終競走以外は発売されていなかったため、ラジオたんぱ（第1放送・『中央競馬実況中継』）の実況音声を購入して札幌競馬の全レースを放送した。
- 2007年（平成19年）7月14日は小倉競馬が台風の影響で中止になったため、新潟競馬の全レースをラジオ日本からのネットで放送した。
- 2025年（令和7年）2月8日は京都競馬が降雪の影響で中止となったため、神戸のCRK本社スタジオから午前中のMC2名（林・福士）と、午前の部の解説の森田の3名のみで全ての時間帯を放送、東京競馬の全レースをラジオ日本からのネットで放送、なお午後の部の馬券コーナーは無かった。また、休止となった8日の京都競馬は10日月曜日に代替開催されたが、CRK・MBSと共に中継しなかった。

### 他競技の絡み
- 2008年以前は毎日放送ラジオで選抜高等学校野球大会が全試合放送されていたため、日曜日午後に高校野球が行われる場合、『みんなの競馬』をラジオ関西に振り替えとすることがあった。この場合、日曜午後の通常番組だった『王様ラジオキッズ』は休止ないし時間短縮となっていた[27]。

- 同様に、月曜の祝日に競馬とプロ野球阪神タイガースのデーゲームの双方の開催が予定されている場合も、MBSラジオでは阪神戦を優先して、競馬中継はラジオ関西から行うことがある。特に阪神がクライマックスシリーズに進出した場合は、その前日までにステージ突破チームが決定して試合が行われなくなっても、『ホリデー!』はMBSラジオに戻さない。

- 2020年（令和2年）7月25日・8月1日・8月8日（当初）、2021年（令和3年）7月24日・7月31日・8月7日は、東京オリンピック開催期間中のため西日本主場開催が最初から設定されなかったため、東西両方の主場扱いとなった新潟競馬場のレースを放送することにし、通常通り10:00から放送開始した。この週はMBSからアナウンサー2名[28][29]を新潟競馬場に派遣、第1部は通常通りラジオ関西スタジオから、第2部は番組進行とアシスタント[30]およびデイリースポーツ解説者がMBSラジオのスタジオと競馬場を結んで放送時間内に発走する新潟全レース[31]の実況を自社制作で放送した。

### 変則開催
- 2019年以降成人の日開催日の『ホリデー!』はMBSが単独で製作し、放送もMBSラジオで行われる。

- 同年4月27日は変則3日間開催で東京・新潟の2場開催となったため、『サタデー!』を15:00～16:00の1時間に短縮、逆に『競馬ノススメ』を16:00～17:00の1時間に拡大した。『サタデー!』は神戸のCRK本社スタジオから午前中の出演者（馬三郎からは坂口が出演）だけで進行し、東京競馬場のメインレースを中心に放送した。

- 同年12月28日はGIホープフルステークス開催日かつ、翌日日曜の開催がないこともあり、『サンデー!』の形態に準じた『GOGO競馬年末スペシャル!』としてMBSラジオで放送し、ラジオ関西での『サタデー!』は休止となった。

- 2020年12月26日はGIホープフルステークス・JGI中山大障害が開催されたが、前年の同時期に行った年末スペシャルではなく通常通りCRKで放送、2レースともラジオ日本の実況をネット受けした。ラジオ日本から平地GI競走の実況をネット受けしたのはCRK、MBSラジオを通じて史上初となった。

- 2021年・2022年1月5日は『ホリデー!』の時間枠で『GOGO競馬金杯スペシャル』として放送し、中山10Rと11R中山金杯をラジオ日本からネット受け、また中京11R京都金杯をラジオ日本とニッポン放送、中京12Rをラジオ日本にそれぞれネットした。

- 同年から2024年まで、7月最終週と8月第1週[32]は暑熱対策のため西日本主場開催が最初から設定されなかったが、『サタデー!』は通常通り10:00からの放送、MBSからアナウンサー2名[28][33]のみ新潟競馬場に派遣、第1部は通常通りラジオ関西スタジオから、第2部は番組進行とアシスタント[30]およびデイリースポーツ解説者がMBSラジオのスタジオと競馬場を結んで放送時間内に発走する新潟全レース[34]の実況を自社制作で放送した。

- 2024年は、新潟競馬場で暑熱対策の一環として、競走時間帯の拡大が実施されたため、通常時間帯で行われる札幌競馬場の全レースの模様を番組内で伝えるため、実況アナウンサー2名を札幌競馬場に派遣している[35]（札幌5R以降の実況はメインレースを含めてラジオ日本にネットされた。また、新潟競馬場のレースに関してはメインレース（第7レース）のみラジオ日本からのネットで放送された）。

- 同年10月14日（スポーツの日）は変則3日間開催で東京・新潟の2場開催となったため、レギュラー番組の『Clip』を15:00まで短縮し、『ホリデー!』は15:00～16:00の1時間のみ放送。神戸のCRK本社スタジオからサタデーの午前中のMC2名（林・福士）と、通常『サンデー!』メイン解説の青木行雄[36]の3名のみ出演した。レースは東京競馬場のメインレースを中心に、放送時間内の新潟第10レース以外のメインレースの実況をラジオ日本からのネット受けで放送した。なお馬券コーナーは無かった。

- 同年12月28日はGIホープフルステークス開催日であるが、前回該当した2019年と異なりMBSラジオが特番を優先したため、通常通りCRKにて放送。中山競馬場には三宅とデイリースポーツ関西の井上達也が派遣された。デイリースポーツ神戸本社・馬サブロー関西の記者・トラックマンが関東GI当日に現地で解説するのは他局を通じても史上初の事例となった。

- 2025年1月6日（月曜日）は東西金杯翌日に平日開催（当日の中京競馬場メインレースは万葉ステークス）が組まれたが、前回同様の開催日程となった2020年[37]と異なり、CRKで13:00から『GOGO競馬新春スペシャル』と題して放送された。当日のシフトは『ホリデー!』に準拠し、メイン解説の青木、『おみくじ馬券』[38]担当の広瀬健太共に競馬ブックから派遣された。

- 同年7月26日から8月16日は、西日本主場では中京競馬が開催されるが、暑熱対策の一環として、競走時間帯の拡大が実施されることに伴い、中京競馬では12時台から14時台はレースが行われないため、午後の前半パートの時間帯は札幌競馬のレースの模様を放送。午前の放送は通常通り神戸のラジオ関西のスタジオから行うが、午後の放送は前年同様大阪のMBSラジオのスタジオから進行した。札幌競馬場のレースに関しては前年と異なり実況アナウンサーの派遣を行わず、第10レース（準メインレース）と第11レース（メインレース）を含め、STVラジオ制作となり、第5レースから第9レースまではSTVから裏送りでネットした。中京競馬場では、実況アナウンサー2名を派遣したが、当番組の放送時間の延長はあらかじめ予定されていなかったため、レースの実況に関しては第2レースから第8レースまで（第1レースと第9レース以降は放送時間外）を放送。

### コロナ禍以降の出演者
- 2020年4月18日から6月27日まで新型コロナウイルス感染対策のため、『サタデー!』と『サンデー!』で別のアナウンサーが担当していた。

- 2021年9月11日から10月2日まで新型コロナウイルス感染拡大による体制を継続、第1部は通常通りラジオ関西スタジオから進行、中京競馬場から河本と三宅が交互で実況（アシスタントなし）、第2部はアナウンサーが司会・実況兼任となり、河本と三宅が前半と後半で交代する形で中京競馬場から放送、アシスタントのみMBSラジオのスタジオから前半と後半で交代で出演[39]。

- 同年1月16日から2月6日、5月8日から6月12日及び2022年1月22日から2月5日は新型コロナウイルス感染の拡大の防止の緊急事態宣言及びまん延防止等重点措置の対象地域に愛知県が加わった事[40]、2021年8月14日から9月4日は新型コロナウイルス感染拡大による競馬場へのスタッフ派遣を制限したため放送体制を変更、MBSからアナウンサー2名[41]およびデイリースポーツ解説者が中京競馬場および小倉競馬場に派遣、第1部は通常通りラジオ関西スタジオから、第2部は番組進行[42]とアシスタント[30]がMBSラジオのスタジオと競馬場を結んで放送、2022年2月12日から3月19日まで開催地の阪神競馬場がある兵庫県にまん延防止等重点措置が実施されているため同様の対応。

- 2022年7月16日と23日の進行・実況は全て中西と三宅のフリーアナウンサーのみで行い、来栖は出演しなかった（翌日の『サンデー！』も同様の対応、8月6日の出演時に体調不良だったと発言）。

- 2024年1月27日はアシスタント2人ともに体調不良のため休演となったため第1部はアナウンサー全員で実況担当（通常は中野1人かもう1人の2人体制）し、第2部前半は中野がアシスタントを初めて担当、第2部後半は中西が担当した。

### その他
- 2005年からの夏シーズンの小倉競馬場の薄暮競走の期間中も、放送時間は延長せず通常通り16:30までで終了していた。ただし、最終レースは、後枠『藤川京子のビューティフル競馬』の中で実況した（2007年8月25日及び9月1日並び2008年分）。また、2008年6月・7月、9月・10月阪神開催の最終レースにおいても同様に対応した。

- 2023年12月30日は同年の中央競馬の開催がすべて終了した後の週末となったため、ラジオ日本から『競馬中継年末特番・激闘!2023中央競馬』をネット受けした。旧八大競走など平地GI競走について、ラジオ日本制作の実況がCRKで放送される初の事象となった。またラジオ日本解説者武井友彦と長谷川仁志[43]の声が初めて関西圏のラジオ局で流れた。

## テーマソング
ラジオ関西中継開始当初はスーザの「忠誠」行進曲がテーマソングに使われていたが、その後は別の曲になった。2018年現在は『GOGO競馬サンデー!』と共通のテーマ曲を使用し、15時台のみ放送する地方局も同一の曲を各局送り出しで使用している。